# Dojnica
Dojnica (albanisch auch Dojnicë, serbisch Дојнице Dojnice) ist eine Wüstung (aufgegebene Ortschaft) im Südwesten Kosovos, die zur Gemeinde Prizren gehört.

## Geographie
Dojnica befindet sich an den westlichen Hängen des Koxha Ballkan (2043 m. i. J., westlich des Ošljak) im Südwesten Kosovos rund fünf Kilometer Luftlinie östlich von Prizren. Benachbarte Ortschaften sind westlich Gërnçar, südlich Vërbiçan und nördlich Skorrobishta.

## Geschichte
Nach der Eroberung Kosovos durch das Königreich Serbien während des Ersten Balkankrieges 1912 richtete die serbische Regierung eine Militärverwaltung vor Ort ein, wobei Dojnica Teil der neu geschaffenen Gemeinde Ljubižda (heute Lubizhda) wurde.

## Bevölkerung
Im Jahr 2011 hatte Dojnica keine Einwohner mehr. Die Volkszählung aus dem Jahr 1991 hatte noch eine Einwohnerzahl von 90 Personen ergeben.
| Census    | 1919 | 1948 | 1953 | 1961 | 1971 | 1981 | 1991 | 2011 |
| --------- | ---- | ---- | ---- | ---- | ---- | ---- | ---- | ---- |
| Einwohner | 169  | 219  | 231  | 226  | 218  | 174  | 90   | 0    |